# 김용배 (1974년)
김용배(金龍培, 1974년 2월 4일 ~ )는 대한민국의 전 필드하키 선수이며 포지션은 수비수이다.

## 경력

### 선수
- 1996년 하계 올림픽 남자 하키 국가대표
- 2000년 하계 올림픽 남자 하키 국가대표
- 2002년 아시안 게임 남자 하키 국가대표
- 2004년 하계 올림픽 남자 하키 국가대표
- 2006년 아시안 게임 남자 하키 국가대표
- 2008년 하계 올림픽 남자 하키 국가대표

### 지도자
- 목포시청 코치

## 수상
- 2000년 하계 올림픽 남자 하키 은메달
- 2002년 아시안 게임 남자 하키 금메달
- 2006년 아시안 게임 남자 하키 금메달
- 2006년 국제하키연맹 세계 올스타 선정